# William H. French
Pour les articles homonymes, voir French.
William Henry French, né le 13 janvier 1815 à Baltimore et mort le 20 mai 1881 à Washington, est un général de l'armée de l'Union lors de la guerre de Sécession.

## Avant la guerre
William Henry French sort diplômé de West Point en 1837.